# Nest ferch Rhys
Nest ferch Rhys (c. 1085-antes de 1136; popularmente conocida como Nesta o "Princesa Nesta") fue la única hija legítima de Rhys ap Tewdwr, último rey de Deheubarth en Gales, y su mujer, Gwladys ferch Rhiwallon ap Cynfyn de Powys. Pertenecía a la Casa de Dinefwr. Nest fue la esposa de Gerald de Windsor (c. 1075-1135), condestable de Windsor Castle en Berkshire, y es la antepasada de la dinastía Fitzgerald y de la casa Carew de Moulsford en Berkshire, Carew Castle en Pembrokeshire (en Deheubarth) y de Mohuns Ottery en Devon (Barones Carew, Condes de Totnes y baronets Carew).

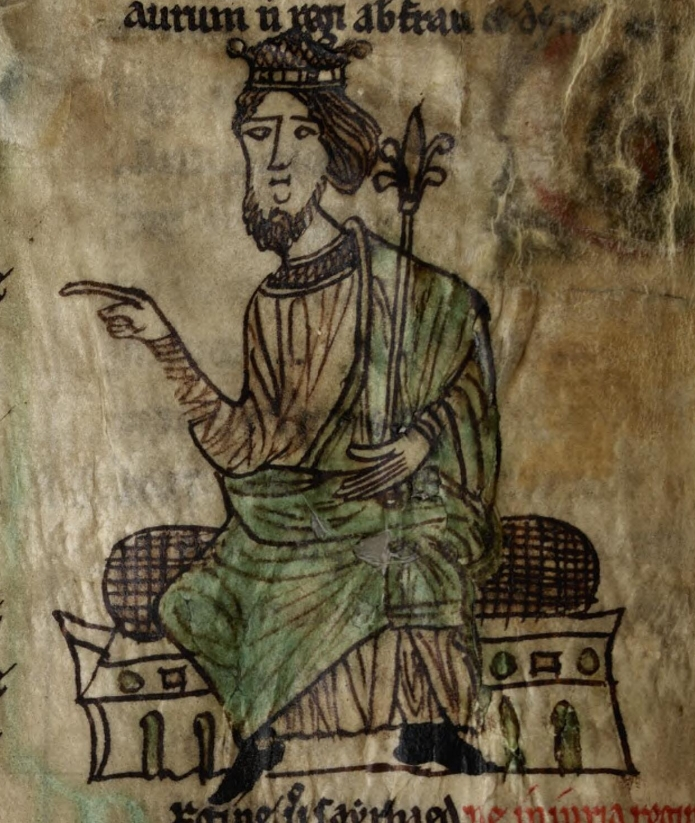
El antepasado de Nest Hywel Dda, Rey de Gales, nieto de Rhodri Mawr

Nest tuvo dos hermanos más jóvenes, Gruffydd ap Rhys y Hywel, y, posiblemente, una hermana mayor llamada Marared, así como varios hermanos y hermanas ilegítimos. Tras la muerte de su padre en batalla en 1093, "el reino de los Britanos cayó" y fue invadido por los normandos. El hermano más joven de Nest, Gruffydd fue enviado a Irlanda por seguridad; su hermano Hywel pudo haber sido capturado por Arnulfo de Montgomery, junto con su madre, a no ser que, como parece más probable, su madre fuera capturada con Nest; se desconoce que fue de ella. Dos hermanos mayores, hijos ilegítimos de Rhys, uno de ellos llamado Goronwy, fueron capturados y ejecutados.

## Primer matrimonio y descendencia
Nest fue criada como una valiosa rehén en la corte de William Rufus, donde llamó la atención de su hermano más joven Henry Beauclerc (el futuro Enrique I), a quien le dio uno de sus numerosos hijos ilegítimos, Henry FitzHenry (c. 1103-1158).
Algún tiempo después de las rebeliones de Roberto de Normandía y Roberto de Belesme, cabeza de la poderosa familia Montgomery de Normandía e Inglaterra, el rey casó a Nest con Gerald FitzWalter de Windsor, lugarteniente de Arnulfo de Montgomery y condestable del castillo de Pembroke. En 1102, Gerald fue sustituido al frente del castillo de Pembroke por su apoyo a los Montgomery contra el rey. Cuando su sustituto, un tal Saher, fracasó en el cargo, el rey restauró a Gerald en Pembroke en 1105, junto con Nest. Gerald y Nest son los progenitores de la familia Fitzgerald, una de las dinastía más celebradas de Irlanda y Gran Bretaña. Se les menciona como cambro-normandos o hiberno-hormandos, y han sido pares de Irlanda desde 1316, cuándo Eduardo II creó el condado de Kildare para John Fitzgerald.
Nest dio a Gerald al menos cinco hijos, tres varones y dos mujeres.
- William FitzGerald, Señor de Carew y Emlyn (muerto c. 1173), al que se supone casado con María, hija de Arnulfo de Montgomery. Fue el padre de Raymond FitzGerald le Gros.

- Maurice FitzGerald, Señor de Lanstephan, Naas y Maynooth, (m. 1 de septiembre de 1177). Se cree que casó con Alicia, otra hija de Arnulfo de Montgomery. Fueron padres, entre otros, de Gerald FitzMaurice, Señor de Offaly.

- David Fitzgerald, Archidiácono de Cardigan y Obispo de St David.

- Angharad, que se casó con William Fitz Odo de Barry, y madre de Robert de Barry, Philip de Barry, fundador de Ballybeg Abbey en Buttevant en Irlanda, y de Gerald de Barry, más conocido como Gerald de Gales.

- Gwladys, madre de Milo de Cogan.

## Segundo matrimonio y descendencia
Tras la muerte de Gerald, los hijos de Nest la casaron con Stephen, condestable de su marido en Cardigan, con quien tuvo otro hijo, y posiblemente dos; el mayor fue Robert Fitz-Stephen (m. 1182), uno de los conquistadores normandos de Irlanda; el segundo, si existió, pudo haber sido llamado Hywel. Algunas fuentes dicen que Robert era un bastardo, pero esto es bastante improbable, ya que los herederos de Robert fueron la familia Carew (Carey), descendientes de su medio hermano William de Carew. Según el Rev. Barry, "...No tendría que haberles correspondido a ellos, sino a la Corona, si Robert FitzStephen era ilegítimo". Robert colaboró con su medio hermano Maurice Fitzgerald, en el sitio de Wexford en 1169 y obtuvieron la custodia conjunta la ciudad.

## Violación y secuestro

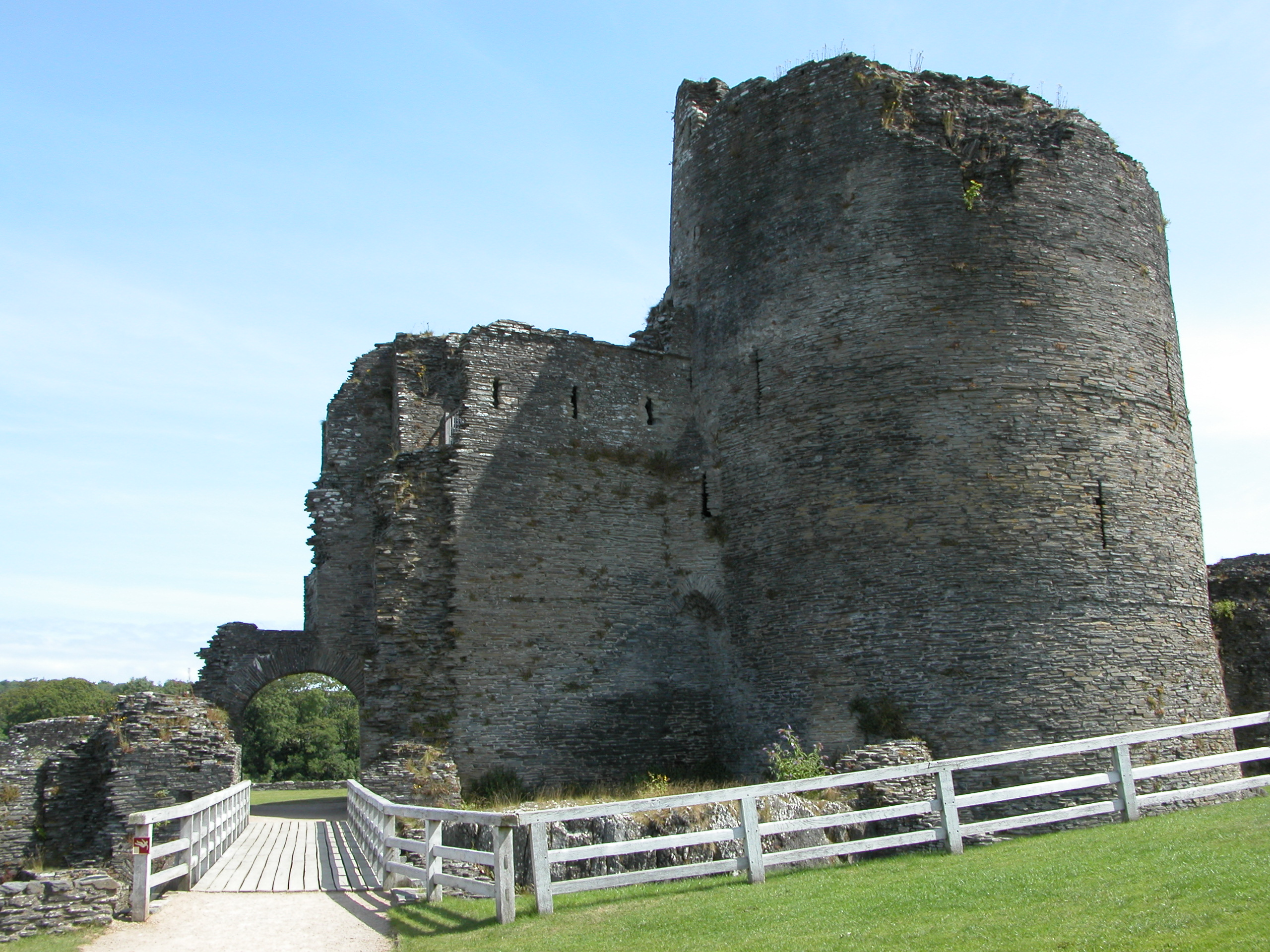
Cilgerran Castle, posible lugar del secuestro de Nest.

Se cree que el episodio más famoso en la vida de Nest tuvo lugar en 1109, y los detalles difieren de un relato a otro. La narrativas más comunes son:
- Nest y Gerald asistían a un eisteddfod, durante una tregua, ofrecido por Cadwgan ap Bleddyn, príncipe de Powys.
- Nest y su marido fueron "visitados" por su primo segundo Owain ap Cadwgan, uno de los hijos de Cadwgan.
- El castillo de Cenarth Bychan (posiblemente el actual castillo de Cilgerran), residencia de Nest y su marido, fue atacado por Owain ap Cadwgan y sus hombres.[7]

El relato más antiguo, el de Caradoc de Llancarfan, afirma que "Instigado por el Diablo, él [Owain] fue movido por la pasión y el amor por la mujer, y con una pequeña compañía... partió hacia el castillo de noche".
Se cree generalmente que, cuando Owain incendió el castillo y secuestró a Nest, su marido y algunos de sus hombres huyeron por la rampa de las letrinas, en lugar de enfrentarse a Owain. Owain se llevó a Nest y a sus hijos a un pabellón de caza en Eglwyseg Rocks al norte del Valle de Llangollen.
El secuestro de Nest, fuera o no consentido, despertó la ira de normandos y galeses. Los lores normandos, el Justicia de Salop, y al menos un obispo, sobornaron a los enemigos galeses de Owain para que lo atacaran a él y a su padre, lo que hicieron inmediatamente. El padre de Owain trató de convencerle para que entregara a Nest, pero fracasó. Según Caradoc, Nest dijo a Owain, "Si quieres que me quede y te sea fiel, entonces envía a mis hijos a casa con su padre". Ella aseguró el regreso de los niños. Owain y su padre se vieron obligados a buscar el exilio en Irlanda y Nest regresó con su marido.
En años recientes, se han atribuido a Nest dos hijos de su violador, Llywelyn y Einion. De hecho, Owain tuvo un hermano, pero no un hijo, llamado Einion, y las genealogías galesas no nombran a la madre de Llywelyn, el hijo de Owain. La omisión del nombre de una madre con el alto estatus de Nest es sorprendente, si fuera cierto.
En el siglo XIX, este "secuestro", así como las luchas que le siguieron, proporcionaron a Nest el apodo de la "Helena de Gales" mostrándola en connivencia con Owain en su violación y abducción, con más hijos y más amantes de los que realmente tuvo.
En 1112, su hermano Gruffydd regresó de Irlanda, pasando la mayor parte de su tiempo con ella y su marido. Cuando le fue negada la herencia de su padre, acusó al rey de conspirar contra él, se unió al príncipe de Gwynedd y estalló la guerra. Owain ap Cadwgan había recibido el perdón real y era príncipe de Powys; en 1111, su padre había sido asesinado por el primo de Owain y antiguo camarada de armas, Madog ap Rhiryd, a quien Owain capturó, castró, y cegó. Contando con el favor real, Owain recibió órdenes de unirse a una fuerza normanda para ir contra Gruffydd. De camino, él y sus hombres se encontraron con Gerald FitzWalter. Pese a que Owain era un aliado real, Gerald decidió vengar la violación de su mujer, y asesinó a Owain.